# Kibili
Kibili (arab: قبلي; fr. Kébili) – miasto w centralnej Tunezji, stolica gubernatorstwa Kibili, na wschód od Wielkiego Szottu.
Ludność miasta w porównaniu do innych tunezyjskich miast jest zróżnicowana: istnieją trzy grupy etniczne: Arabowie, Berberowie i Czarni Afrykanie.
Kibili było jednym z głównych ośrodków handlu niewolników afrykańskich, sprzedawanych do Europy. Obecnie Kibili w dużym stopniu uzależnione jest od rolnictwa i turystyki.